# II Brygada Jazdy
II Brygada Jazdy (II BJ) – wielka jednostka kawalerii Wojska Polskiego.
Brygada została sformowana w Okręgu Korpusu Nr II w 1921 roku z wojennej 2 Brygady Jazdy.
W okresie pokoju stacjonowała w Równem. W 1924 została przeformowana w 2 Samodzielną Brygadę Kawalerii.

## Struktura organizacyjna
W 1923:
Dowództwo II Brygady Jazdy w Równem
- 12 pułk ułanów – w Łucku do marca 1921 roku, w Zamościu do czerwca, później w Białokrynicy pod Krzemieńcem[2]
- 19 pułk ułanów – od 12 grudnia 1920 roku w Głębokiem i od marca 1922 roku w Ostrogu[2]
- 21 pułk ułanów – od 4 października 1921 roku w Równem, a szwadron zapasowy w Łucku[2]
- 2 dywizjon artylerii konnej – do połowy kwietnia 1922 roku w Głębokiem, a następnie w Dubnie[2]